# My Father’s Eyes
«My Father’s Eyes» — песня, сочинённая Эриком Клэптоном для альбома Pilgrim. Композиция была спродюсирована Клэптоном и Симоном Клайми и выпущена в качестве сингла в 1998 году: добравшись до 16-й позиции чарта Billboard Airplay и достигнув второй строчки хит-парада Hot Adult Contemporary Tracks.

## История создания
По словам Клэптона, вдохновением для песни стало обстоятельство из его жизни — он никогда не встречал своего отца, который умер в 1985 году. В песне музыкант описывает своё эмоциональное состояние — ему жаль, что он не знал своего отца; текст «Глаза моего отца» также ссылается на сына Клэптона — Конора, который умер в возрасте четырёх лет после падения из окна квартиры. «В песне я попытался описать параллель между взглядом в глаза моего сына и глазами моего отца, которого я никогда не встречал, по цепочке нашей крови» — написал Клэптон в автобиографии. «My Father’s Eyes» была отмечена премией «Грэмми» в номинации «Лучшее мужское вокальное поп-исполнение».
Клэптон исполнил эту песню впервые в 1992 и 1996 годах, в электрических и акустических версиях, которые кардинально отличались от оригинала, выпущенного в 1998 году. После этого он не исполнял песню с 2004 года, наряду со «Tears in Heaven», вплоть до 2013 года.

## Список композиций
1. «My Father’s Eyes»
2. «Change the World»
3. «Theme from a Movie That Never Happened» (Orchestral)
4. «Inside of Me»